# Vendetta (Arrow)
Vendetta es el octavo episodio de la primera temporada de la serie estadounidense de drama y ciencia ficción, Arrow. El episodio fue escrito por Beth Schwartz y Andrew Kreisberg; dirigido por Ken Fink y fue estrenado el 5 de diciembre de 2012 en Estados Unidos por la cadena CW. En Latinoamérica, Warner Channel estrenó el episodio el 17 de diciembre de 2012.
Oliver decide proteger y entrenar a Helena para que sea su aliada mientras Diggle tiene sus dudas al respecto pero Oliver se niega a escucharlo. La búsqueda de venganza de Helena resulta ser demasiado fuerte para que Oliver pueda manejarla después de que ella mata al jefe de la Triada poniéndolos en riesgo por causa de ella.

## Argumento
Oliver decide enseñar a Helena que no hay justicia fuera de la venganza después de presenciar su intento de matar al jefe de la Triada. Diggle expresa su desaprobación, creyendo que no pueden confiar en ella. Oliver muestra a Helena que pueden hacer caer el negocio de su padre atacando a los principales miembros y entregándolos a la policía.
Helena empieza a comprar la idea, pero después de una cena improvisada con Oliver, Tommy, y Laurel que lleva a un momento incómodo, Helena abandona el enfoque de Oliver, creyendo que la estaba manipulando. Helena va tras la Triada, matando a su líder. Como resultado, China White y sus hombres van tras Frank Bertinelli, creyendo que él es responsable, pero Oliver llega a tiempo para detenerlos.
Oliver también detiene Helena de matar a su padre, pero ella se niega a perdonarle por permitir a la policía detener a Frank y amenaza con revelar su identidad si trata de ir tras ella en el futuro. Mientras tanto, Tommy finalmente admite a Oliver que su padre lo cortó financieramente, y le pide un trabajo en el club que está tratando de construir. Walter también aprende más sobre la organización secreta de la que Moira forma parte.

## Elenco
- Stephen Amell como Oliver Queen.
- Katie Cassidy como Dinah Laurel Lance.
- Colin Donnell como Tommy Merlyn.
- David Ramsey como John Diggle.
- Willa Holland como Thea Queen.
- Susanna Thompson como Moira Queen.
- Paul Blackthorne como el detective Quentin Lance (crédito solamente).

## Continuidad
- Es el tercer episodio donde uno de los personajes principales está ausente (An Innocent Man fue el primero y Legacies el segundo).

- Es el segundo episodio donde el detective Lance está ausente, siendo Legacies el primero.

- Felicity Smoak fue vista anteriormente en Legacies.
- Carly Diggle fue vista anteriormente en An Innocent Man.

## Desarrollo

### Producción
La producción de este episodio comenzó el 17 de septiembre y terminó el 26 de septiembre de 2012.

### Filmación
El episodio fue filmado del 27 de septiembre al 5 de octubre de 2012.

## Recepción

### Recepción de la crítica
Jesse Schedeen, de IGN calificó al episodio de satisfactorio y le dio una puntuación de 6.5, diciendo: "Arrow concluyó una historia de dos partes esta semana con Oliver y Helena luchando contra el crimen, pero esta segunda parte no cumplió con las expectativas", también comenta que el episodio resultó bastante predecible en la relación entre Oliver y Helena y comenta la actuación de Jessica De Gouw: "Por desgracia, no estoy convencido de que en realidad quiero a Helena de vuelta... no estaba impresionado por su actuación la semana pasada, y le fue peor en esta ocasión ya que el papel pidió más Cazadora y menos Helena. Simplemente no era muy convincente como asesina", pero aplaude la historia para Tommy y Malcolm: "Curiosamente, el señor Merlyn estuvo ausente de la segunda mitad de este arco, después de haber sido revelado como un villano misterioso de la serie la semana pasada. Sin embargo, los esfuerzos de Tommy por fijar los pies en la tierra y restablecerse, sigue siendo un foco central. Me gusta mucho la dirección que está tomando la historia para los Merlyn. Son básicamente los Osborn del Peter Parker de Ollie, y la cuestión de si Tommy se puede escapar de la oscuridad de su padre, probablemente será una fuerza impulsora en el programa por un tiempo por venir".

### Recepción del público
El episodio fue visto por 3.35 millones de espectadores, recibiendo 1.1 millones entre los espectadores entre 18-49 años.